# Atletica leggera ai Giochi della IX Olimpiade - Salto in alto maschile

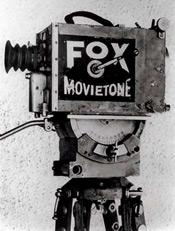
Video della Finale (durata: 0'41")

La competizione del salto in alto maschile di atletica leggera ai Giochi della IX Olimpiade si tenne il giorno 29 luglio 1928 allo Stadio Olimpico di Amsterdam.

## L'eccellenza mondiale
| Primatista mondiale         | 2,03 1924  | Harold Osborn | Presente  |
| Record europeo              | 1,968 1898 | Pat Leahy     | Rit. 1904 |
| Miglior europeo in attività | 1,95 1925  | Pierre Lewden | Presente  |
| Primatista stagionale       | 1,997      | Robert King   | Presente  |

1. ↑  Lehay era di nazionalità irlandese. La misura è la conversione metrica di 6 piedi e 5 pollici e un quarto.
2. ↑  Conversione metrica della misura inglese di 6 piedi e 6 pollici e mezzo.

Harold Osborn è il primo campione olimpico del Salto in alto che si ripresenta quattro anni dopo in pedana.

## Risultati

### Turno eliminatorio
Qualificazione1,83 m
Diciotto atleti ottengono la misura richiesta.
| Pos. | Concorrente          | Nazione       | Misura |
| ---- | -------------------- | ------------- | ------ |
| Q.   | Colin Gordon         | Gran Bretagna | 1,83   |
| Q.   | Harold Osborn        | Stati Uniti   | 1,83   |
| Q.   | Kornél Késmárki      | Ungheria      | 1,83   |
| Q.   | Pierre Lewden        | Francia       | 1,83   |
| Q.   | Simeon Toribio       | Filippine     | 1,83   |
| 19   | Antonios Karyofyllis | Grecia        | 1,77   |
| 19   | Valerio Vallania     | Argentina     | 1,77   |
| 28   | Joop Kamstra         | Paesi Bassi   | 1,70   |
| 28   | Otto Schop           | Romania       | 1,70   |
| 33   | Adolfas Akelaitis    | Lituania      | 1,60   |

| Pos. | Concorrente         | Nazione       | Misura |
| ---- | ------------------- | ------------- | ------ |
| Q.   | André Cherrier      | Francia       | 1,83   |
| Q.   | Ben Hedges          | Stati Uniti   | 1,83   |
| Q.   | Wolf Boneder        | Germania      | 1,83   |
| 19   | Carl van Geyzel     | Gran Bretagna | 1,77   |
| 19   | Ioannis Karyofyllis | Grecia        | 1,77   |
| 19   | Oscar Midtlyng      | Norvegia      | 1,77   |
| 28   | Tiberiu Rusu        | Romania       | 1,70   |
| -    | Armas Wahlstedt     | Finlandia     | NM     |

| Pos. | Concorrente      | Nazione       | Misura        |
| ---- | ---------------- | ------------- | ------------- |
| Q.   | Charles McGinnis | Stati Uniti   | 1,83          |
| Q.   | Claude Ménard    | Francia       | 1,83          |
| Q.   | Einar Tommelstad | Norvegia      | 1,83          |
| Q.   | Fritz Huhn       | Germania      | 1,83          |
| Q.   | Harry Simmons    | Gran Bretagna | 1,83          |
| Q.   | Kazuo Kimura     | Giappone      | 1,83          |
| 19   | Henri Thesingh   | Paesi Bassi   | 1,77          |
| 28   | Haydar Asan      | Turchia       | 1,70          |
| -    | Alex Munroe      | Canada        | (1,77) Squal. |

| Pos. | Concorrente       | Nazione       | Misura |
| ---- | ----------------- | ------------- | ------ |
| Q.   | Fritz Köpke       | Germania      | 1,83   |
| Q.   | Herbert Adolfsson | Svezia        | 1,83   |
| Q.   | Mikio Oda         | Giappone      | 1,83   |
| Q.   | Bob King          | Stati Uniti   | 1,83   |
| 19   | Ferenc Orbán      | Ungheria      | 1,77   |
| 19   | Geoffrey Turner   | Gran Bretagna | 1,77   |
| 19   | Paavo Yrjölä      | Finlandia     | 1,77   |
| 28   | Frits Bührman     | Paesi Bassi   | 1,70   |

### Finale
Robert King è l'unico a saltare 1,94 metri. Per le posizioni tra la seconda e la quinta sono necessari i salti di spareggio. L'asticella viene abbassata ben cinque volte.

King terminerà il 1928 imbattuto.
| Pos.    | Atleta            | Età | Nazione       | Misura |
| ------- | ----------------- | --- | ------------- | ------ |
| Oro     | Robert King       | 22  | Stati Uniti   | 1,94   |
| Argento | Ben Hedges        | 21  | Stati Uniti   | 1,91   |
| Bronzo  | Claude Ménard     | 22  | Francia       | 1,91   |
| 4       | Simeon Toribio    | 23  | Filippine     | 1,91   |
| 5       | Harold Osborn     | 29  | Stati Uniti   | 1,91   |
| 6       | Kazuo Kimura      | 19  | Giappone      | 1,88   |
| 7       | André Cherrier    | 23  | Francia       | 1,88   |
| 7       | Pierre Lewden     | 27  | Francia       | 1,88   |
| 7       | Charles McGinnis  | 22  | Stati Uniti   | 1,88   |
| 7       | Mikio Oda         | 23  | Giappone      | 1,88   |
| 11      | Herbert Adolfsson | 22  | Svezia        | 1,84   |
| 11      | Kornél Késmárki   | 25  | Ungheria      | 1,84   |
| 11      | Einar Tommelstad  | 19  | Norvegia      | 1,84   |
| 11      | Harry Simmons     | 17  | Gran Bretagna | 1,84   |
| 11      | Fritz Köpke       | 26  | Germania      | 1,84   |
| 16      | Wolf Boneder      | 34  | Germania      | 1,80   |
| 17      | Colin Gordon      | 21  | Gran Bretagna | 1,70   |
| 17      | Fritz Huhn        | 28  | Germania      | 1,70   |